# Giuseppe (miniserie televisiva)
Giuseppe (Joseph) è una miniserie TV del 1995 diretta da Roger Young, prequel della miniserie dello stesso anno Mosè e facente parte della collana Le storie della Bibbia. È nota anche con i titoli Le storie della Bibbia: Giuseppe e La Bibbia: Giuseppe.

## Trama
Giuseppe, undicesimo e prediletto figlio di Giacobbe, viene venduto come schiavo dai fratelli gelosi.
Giunto in Egitto, viene venduto ad un funzionario del Faraone, Potifar. Grazie alla sua capacità di interpretare i sogni conquista la fiducia e l'affetto del Faraone, che lo nomina governatore con il compito di radunare e distribuire il cibo. Così a vent'anni dalla sua riduzione a schiavo Giuseppe incontra i suoi fratelli, giunti in Egitto a chiedere un po' di grano per far sopravvivere la loro comunità; lui li mette prima alla prova, con il suo fratello prediletto e mai conosciuto, Beniamino, poi vedendo che sono cambiati, si rivela e li invita a stare con lui, facendo venire anche Giacobbe e la sua intera gente ebrea dal Regno di Giuda in Egitto. Finché lui e il faraone tollerante vivranno, gli israeliti ebraici saranno al sicuro, fino alla storia di Mosè, con il faraone nuovo.

## Ascolti
| n° | Prima TV Italia | Telespettatori | Share  |
| -- | --------------- | -------------- | ------ |
| 1  | 10 aprile 1995  | 10 064 000     | 33,69% |
| 2  | 12 aprile 1995  | 11 043 000     | 38,16% |

## Cast
Ben Kingsley, che qui interpreta Potifar, interpreterà Mosè nel film seguente della serie: Mosè. Martin Landau, invece, interpreterà il ruolo di Abramo nel film televisivo In the Beginning - In principio era.

## Riconoscimenti
1995 - Emmy Award
- Miglior Miniserie a Laura Fattori, Lorenzo Minoli, Gerald Rafshoon[4]
- Nomination Miglior casting a Shaila Rubin, Jeremy Zimmerann
- Nomination Migliore art direction a Paolo Biagetti, Enrico Sabbatini
- Nomination Miglior attore non protagonista a Ben Kingsley
- Nomination Miglior montaggio sonoro